# Johan Lammerts
Johan Lammerts (Bergen op Zoom, 2 d'octubre de 1960) és un ciclista neerlandès, ja retirat, que fou professional entre 1982 i 1992. Els seus èxits més importants els aconseguí entre 1984 i 1985, quan guanyà el Tour de Flandes (1984), la Volta als Països Baixos (1984) i una etapa al Tour de França (1985).
El 2012 va passar a ser el seleccionador nacional de la selecció neerlandesa masculina de carretera, després d'haver estat entrenador dels equips femení i de ciclocròs. El 2021 fou cessat del càrrec.

## Palmarès
- 1980
  - Vencedor d'una etapa a la Volta a la província de Namur
- 1982
  - 1r a la Volta a Limburg
- 1984
  - 1r de la Volta als Països Baixos
  - 1r del Tour de Flandes
- 1985
  - 1r del Gran Premi de Wielerrevue
  - Vencedor d'una etapa del Tour de França
- 1988
  - Vencedor d'una etapa de la Volta a la Gran Bretanya
- 1989
  - Vencedor d'una etapa de la Vuelta a los Valles Mineros
- 1990
  - Vencedor d'una etapa de la Volta a Irlanda
- 1991
  - Vencedor d'una etapa de la Ruta Mèxic

### Resultats al Tour de França
- 1983. 72è de la classificació general
- 1985. 75è de la classificació general. Vencedor d'una etapa
- 1988. 130è de la classificació general
- 1989. 123è de la classificació general

### Resultats al Giro d'Itàlia
- 1986. 70è de la classificació general
- 1987. 120è de la classificació general
- 1988. 105è de la classificació general
- 1989. 136è de la classificació general
- 1990. 159è de la classificació general
- 1992. 134è de la classificació general